# Mr. Natural (singolo Bee Gees)
Mr. Natural è un singolo dei Bee Gees pubblicato nel 1974 ed estratto dall'album omonimo.

## Tracce
- 7"

1. Mr. Natural
2. It Doesn't Matter Much to Me

## Formazione
- Barry Gibb - voce, cori
- Robin Gibb - voce, cori, chitarra acustica
- Maurice Gibb - basso, mellotron, cori
- Alan Kendall - chitarra elettrica
- Dennis Bryon - batteria
- Geoff Westley - piano